# Die Auferstehung und Himmelfahrt Jesu
Die Auferstehung und Himmelfahrt Jesu (La risurrezione e l'ascensione di Gesù) Wq 240 (H777) è un oratorio di Carl Philipp Emanuel Bach. La prima esecuzione dell'opera avvenne in privato nella Pasqua del 1774, mentre la prima esecuzione pubblica avvenne quattro anni dopo. Assieme a Die Israeliten in der Wüste (Gli Israeliti nel deserto) e Die letzten Leiden des Erlösers (Le ultime sofferenze del Redentore), Die Auferstehung und Himmelfahrt Jesu è uno dei tre grandi oratori di Carl Philipp Emanuel Bach.

## Organico dell'opera
L'organico vocale dell'oratorio è composta da tre voci soliste (soprano, tenore, basso) e da un coro misto a quattro voci. L'orchestra è formata dagli archi, due flauti, due oboi, fagotto, due corni, tre trombe, timbani e basso continuo (cembalo).

## Genesi
Il libretto era già stato scritto nel 1760 da Karl Wilhelm Ramler e costituiva l'ultimo di tre libretti di oratori (gli altri due erano Der Tod Jesu, La morte di Gesù e Die Hirten bei der Krippe zu Bethlehem, I pastori alla mangiatoia di Betlemme). Georg Philipp Telemann aveva musicato quest'ultimo libretto nel 1760. La prima esecuzione dell'oratorio di Bach (che probabilmente l'aveva composto nei mesi appena precedenti) ebbe luogo la domenica di Pasqua del 1774 ad Amburgo, mentre la prima esecuzione pubblica avvenne soltanto il 18 marzo 1778 nella stessa città, presso la Concertsaal auf dem Kamp. Nel tempo fra le due "prime" Bach ebbe modo di rivedere il lavoro in collaborazione con il librettista Ramler, ma continuò a rielaborare l'oratorio fino al 1784. La vicinanza dei luoghi in cui l'opera fu eseguita per le prime volte induce a pensare che l'autore l'avesse scritta per le sale da concerto e non per le chiese. Inoltre non è previsto alcun corale, cosa che all'epoca sarebbe stata assolutamente inusuale per una composizione da suonare in chiesa.

## Il libretto e la musica
L'oratorio consta di 22 numeri ed è suddiviso in due parti di pari lunghezza. La prima riguarda la risurrezione di Gesù, la seconda l'ascensione. Ai cantanti sono pertanto affidati ruoli di personaggi del Vangelo; il testo e la musica non sviluppano la trama, che è affidata ai recitativi, dal momento che le arie e i cori non fanno che rappresentare sensazioni, pensieri e sentimenti legati, di norma, ai recitativi che li precedono. I recitativi fanno a loro volta riferimento al testo biblico. Il libretto di Ramler contiene anche delle citazioni dirette dalla Bibbia, come, per esempio: "Tod! Wo ist dein Stachel?" ("Morte! Dov'è il tuo dardo?").
Entrambe le parti dell'oratorio cominciano con un'introduzione affidata ai soli archi e finiscono con un coro fugato. Un motivo ricorrente (che compare per la prima volta nel n. 5) sulla parola "Trionfo", ne rappresenta l'essenza con l'intervento di un coro reso particolarmente sontuoso dall'intervento delle trombe e dei timpani. I recitativi della prima parte descrivono i fenomeni naturali che accompagnano la Resurrezione, con un riferimento a un verso del salmo 114, l'arrivo dell'Arcangelo Michele (nel n. 3), entrata di alcune donne di Gerusalemme nel sepolcro aperto (n. 6) e l'incontro di Gesù con Maria Magdalena (n. 8) e con le altre donnу (n. 10). Il primo recitativo (n. 14) della seconda parte è insolitamente esteso (43 versi) e narra l'incontro di Gesù coi discepoli di Emmaus. Negli altri due recitativi viene descritta l'apparizione di Gesù davanti agli undici apostoli, l'incredulità pentita di San Tommaso (entrambe nel n. 17) e l'ascensione (n. 20). Il brano più lungo dell'oratorio è il coro di giubilo e lode che chiude l'opera (n. 22) ed è composto di due parti: una lunga sezione, in gran parte omofona, e una fuga sulle parole "Alles, was Odem hat, lobe den Herrn! Halleluja!" (Ogni vivente dia lode al Signore! Alleluia!) tratte dal Salmo 150.
L'esecuzione dell'oratorio dura ca. 70-75 minuti.

## Struttura dell'opera
Prima parte
1. Introduzione orchestrale
2. Coro ("Gott! Du wirst seine Seele")
3. Recitativo ("Judäa zittert")
4. Aria ("Mein Geist voll Furcht und Freuden")
5. Coro ("Triumph! Triumph!")
6. Recitativo ("Die frommen Töchter")
7. Aria ("Wie bang hat dich mein Lied beweint")
8. Recitativo ("Wer ist die Sionitin")
9. Duetto ("Vater deiner schwachen Kinder")
10. Recitativo ("Freundinnen Jesu")
11. Aria ("Ich folge dir")
12. Coro ("Tod! Wo ist dein Stachel?")

Seconda parte
1. Introduzione orchestrale
2. Recitativo ("Dort seh' ich aus den Toren Jerusalems")
3. Aria ("Willkommen, Heiland")
4. Coro ("Triumph! Triumph!")
5. Recitativo ("Elf auserwählte Jünger")
6. Aria ("Mein Herr, mein Gott")
7. Coro ("Triumph! Triumph!")
8. Recitativo ("Auf einem Hügel")
9. Aria ("Ihr Tore Gottes")
10. Coro ("Gott fähret auf mit Jauchzen")

## Fortuna dell'opera
L'esecuzione del 18 marzo 1778 ricosse un grande successo. Secondo l'Hamburgischer Correspondent, giornale di Amburgo, "I nostri artisti e cantanti hanno fatto del loro meglio per mostrare il loro talento nella composizione e nell'interpretazione di questa musica possente e impressionante." Nel 1787 l'oratorio venne pubblicato dagli editori Breitkopf & Härtel. In una lettera a Johann Gottlob Immanuel Breitkopf, Bach osservò che il successo di Die Auferstehung und Himmelfahrt Jesu sarebbe durato diversi anni, che si trattava di uno dei suoi capolavori più importanti dal quale i giovani compositori avrebbero avuto di che imparare. Nel 1788 Wolfgang Amadeus Mozart diresse a Vienna tre esecuzioni dell'oratorio, apportandovi alcune modifiche per l'occasione.

## Discografia
- Hyperion CDA67364: Ex Tempore, La Petite Bande, Sigiswald Kuijken
- Phoenix PE456: Rheinische Kantorei, Das Kleine Konzert, Hermann Max
- Virgin 0077775906929: Collegium Vocale Gent, Orchestra of the Age of Enlightenment, Philippe Herreweghe